# ピートダイゴルフクラブVIPコース
ピートダイゴルフクラブVIPコース（PETEDYE GOLF CLUB VIP COURSE）は、栃木県日光市嘉多蔵の林間に広がるゴルフ場である。

## 概要
ピートダイゴルフクラブVIPコースは、1988年（昭和63年）10月2日、「STT開発グループ」によって開場され、その後、「PGMホールディングス株式会社グループ」によって運営されている、ゴルフコースの設計は「ピート・ダイ」、コースの施工は佐藤工業が行った。ピート・ダイによるベントワングリーンの林間コースで、日光連山の景観美を楽しみながら、コースの戦略の高さも楽しめる。
ピート・ダイは、1925年（大正14年）、米国オハイオ州に生まれ、6歳でゴルフを始めた。オハイオハイスクール選手権で優勝、1963年（昭和38年）、全英アマに出場。1955年（昭和30年）頃、コース設計の道に入り、点と点で結ぶターゲットゴルフデザインのTPCアット・ソーグラスでゴルフ界に衝撃を与えた。「世界トップ100コース」に数多く入るコースを設計、2008年（平成20年）、世界ゴルフ殿堂入りした。

## 所在地
〒321-2354 栃木県日光市嘉多蔵668

## コース情報
- 開場日 - 1988年10月2日
- 設計者 - ピート・ダイ
- 面積 - 780,000m2（約23.5万坪）
- コースタイプ - 林間コース
- コース - ヤード、18ホールズ、パー72、 コースレート72.6
- グリーン - 1グリーン、ベント（ペンクロス）
- フェアウエイ - コウライ
- ラフ - ノシバ
- ハザード - バンカーの90、池が絡むホール10
- ラウンドスタイル - 乗用カート(5人乗り)自走式、キャディ・セルフ選択可
- 休場日 - 年中無休[4][1]

## クラブ情報
- ハウス面積 - 6,271m2（1,896.9坪）
- ハウス設計 - 株式会社 久米設計
- ハウス施工 - 佐藤工業 株式会社[5]

## ギャラリー
- ゴルフコース - 「ピートダイゴルフクラブVIPコース」、コースレイアウト
- クラブハウス - 「ピートダイゴルフクラブVIPコース」、フォトギャラリー

## 交通アクセス
鉄道 - 
- 東北新幹線 - 宇都宮駅よりタクシー利用
- JR日光線 - 下野大沢駅よりタクシー利用

道路 
- 東北自動車道 - 宇都宮ICより日光宇都宮道路に入り大沢ICで下り 約4km、約6分
- 東北自動車道 - 宇都宮ICより 約13km 約15分

## 関連文献
- 『ゴルフ場ガイド 東版』2006-2007、「ピートダイゴルフクラブVIPコース（栃木県）」、ゴルフダイジェスト社、2006年5月、2020年6月30日閲覧